# FK Timok 1919 Zaječar
FK Timok 1919 srbijanski je nogometni klub iz Zaječara. Trenutačno se natječe u Zonskoj ligi istok, četvrtoj razini nacionalnog ligaškog sustava.

## Povijest
Osnovan 1919. godine, klub je u svojim ranim fazama sudjelovao u regionalnim ligama. 
Klupske boje 1932. bile su crna i bijela.
Prvi zapaženiji uspjeh postigli su svladavši zagrebački Dinamo 3:1 u prvom kolu Kupa Jugoslavije 1973. godine. Klub se također natjecao u jugoslavenskoj Drugoj ligi tri sezone između 1981. i 1984.
Nakon raspada SFR Jugoslavije, klub se po drugi put plasirao u drugi rang, završivši pri dnu ljestvice Druge lige SR Jugoslavije 1992./93. Kasnije će provesti dvije sezone u Drugoj ligi Srbije i Crne Gore od 2002. do 2004., kada su ispali u Srpsku ligu Istok.
Klub je ostvario jedno od svojih najvećih postignuća u svojoj povijesti tijekom Kupa Srbije i Crne Gore 2005./06. eliminacijom Partizana u gostima u osmini finala. Nakon remija 1:1 u regularnom vremenu, Timok je pobijedio 5:4 na jedanaesterce. Klub je na kraju ispao iz natjecanja u četvrtfinalu izgubivši 2:0 u gostima od niškog Radničkog.
U sezoni 2008./09., klub je završio na drugom mjestu Srpske lige Istok, nakon čega je izgubio 5:4 na jedanaesterce od Teleoptika (rezultat je oba puta bio 1:1) u doigravanju za promociju. Konačno su promovirani u Prvu srpsku ligu nakon što su osvojili naslov prvaka Srpske lige Istok 2011./12. Klub je proveo dvije sezone u drugom rangu srpskog nogometa, prije nego što je 2014. ponovno ispao u Srpsku ligu Istok.
Nakon što je završio drugi od dna u Srpskoj ligi Istok 2017./18., klub je ispao u četvrtu ligu i trebao je igrati u Zonskoj ligi Istok. Međutim, nisu se mogli natjecati zbog financijskih razloga, zbog čega su bili neaktivni. Istovremeno, prvak Okružne lige Zaječar i novajlija u Zonskoj ligi istok, FK Radnički Lubnica je preseljen u Zaječar i preimenovan u FK Timok 1919, postavši de facto nasljednik FK Timok.

## Uspjesi
Srpska liga (3. rang u Jugoslaviji)
- 1980./81.

Srpska liga Timok / Srpska liga Istok (3. rang u Srbiji)
- 2001./02. / 2011./12., 2020./21.

## Vanjske poveznice
- Profil na srbijasport.net